# Маркович, Юлия Александровна
Юлия Александровна Маркович (11 июля 1988, Ленинград) — российская и казахстанская гандболистка.
С 2003 года выступала в составе женской гандбольной команды «ТРЭМП-Спартак» (Санкт-Петербург) под руководством Яковлева М. В. В 2006 году перешла в команду «Динамо» (Волгоград), в составе которой заняла 1 место в чемпионате России по гандболу среди женских команд высшей лиги.
В 2008 году уехала в Казахстан и в составе национальной сборной Казахстана выступала на Олимпийских играх в Пекине в 2008 году.
С осени 2008 года выступала за женскую гандбольную команду «Кировчанка» под руководством Столярова А. В., в составе которой заняла 1 место чемпионата России среди женских команд Высшей Лиги. В 2013 году завершила свою спортивную карьеру.
В 2015 году вышла замуж и родила дочь. С 2016 года работает в школе г. Санкт-Петербург.